# Партизанское движение в Молдове во время Великой Отечественной войны
Советское партизанское движение в Молдавии (рум. Partizanii sovietici din Moldova) — партизанское движение против немецких и румынских захватчиков, а также их сообщников на территории Молдовы в 1941—1944 годах. Составная часть советского партизанского движения на занятой территории СССР.

## История
Первые партизанские отряды и подпольные организации были сформированы уже 30 июня 1941 года, при отступлении советских войск.
Подпольная и партизанская деятельность на территории Молдавии начиналась в тяжёлых условиях, но и в дальнейшем её развитие осложняли следующие обстоятельства: 
- мобилизация в действующую армию или гибель многих партийных активистов и сторонников Советской власти в первые недели и месяцы войны;
- эвакуация во внутренние районы СССР более 300 тыс. жителей[1], в основном, дружественно настроенного населения, что уменьшило количество сторонников Советской власти на оккупированной территории республики;
- вследствие недостатка времени на подготовку, личный состав сформированных в 1941 году партизанских отрядов и подпольных организаций не имел опыта работы в условиях конспирации, навыков партизанской и диверсионной деятельности – что привело к тяжелым и неоправданным потерям, а также невысокой эффективности их действий;
- обеспеченность оружием, снаряжением, печатной техникой была недостаточной, не была подготовлена система снабжения партизанских отрядов;
- отсутствие больших лесных массивов облегчало проведение антипартизанских мероприятий и осложняло деятельность партизан;
- большая плотность населения при наличии в Правобережной Молдавии значительного количества жителей, сотрудничавших с оккупационными властями...

Удалённость Молдавской ССР от линии фронта на протяжении длительного времени затрудняла оказание помощи действующим здесь партизанам со стороны СССР.

## 1941 год
Территория Молдавской ССР была полностью оккупирована в начале августа 1941 года. При отступлении на территории республики были оставлены несколько подпольных райкомов и обкомов, а также партизанские отряды и группы. С помощью Военного совета Южного фронта была организована подготовка партийного и комсомольского актива для работы в тылу врага.
Летом и осенью 1941 года на оккупированных территориях сражались 14 подпольных организаций и групп (около 200 человек). Активно действовали подпольщики в Кишинёве, Кагуле, Бельцах, Тирасполе, Бендерах.
4 августа 1941 года начальник штаба 4-й румынской армии генерал Паланджану в докладной записке сообщал, что во многих населённых пунктах "отряды из местного населения, сочувствующего Советам" ведут борьбу против румынской армии: устраивают беспорядки и акты саботажа, нападают на тылы войск, обстреливают колонны, убивают разведчиков и нападают на мелкие группы военнослужащих. В целом, в течение августа 1941 года советские молдавские партизаны сожгли 15 складов с боеприпасами и продовольствием, 4 топливных базы и 40 цистерн с горючим, уничтожили несколько единиц бронетехники и несколько десятков автомашин, убили и ранили несколько сотен немецких и румынских солдат, захватили 5 лёгких орудий, 17 пулемётов и более 500 винтовок.
В сентябре 1941 года был создан орган по руководству партизанским движением на территории республики – Партизанский центр, который возглавил А.М. Терещенко, центр был переброшен на оккупированную территорию, однако 25 сентября 1941 года в районе села Драсличены Страшенского района (недалеко от Кишинёва), организаторская группа в составе 9 человек была обнаружена и уничтожена в бою с немецким карательным отрядом. Погибли секретарь Центра А. М. Терещенко, его заместители М. Я. Скворцов и П. Я. Мунтян, связные Я. Т. Богуславский, С. П. Брухис, Э. С. Гринберг, И. И. Гринман, И. М. Моргенштерн и Я. М. Маслов.
Отсутствие руководящего центра отрицательно сказалось на развитии партизанского движения. Осенью и зимой 1941 года немецко-румынские войска нанесли тяжёлые удары молдавским партизанам и подпольщикам.

## 1942 год
В мае 1942 года создан Каменский районный подпольный центр, который через 13 сельских подпольных ячеек руководил политической работой среди населения. Усилилась деятельность подпольных групп в Кишинёве, Бендерах, Тирасполе.
Основной формой партизанских действий был саботаж. Партизанские отряды вынуждены были действовать ночью, а днём рассредотачиваться. ЦК КП(б)М, учитывая трудности формирования и дислокации партизанских отрядов на территории Молдавии, исходя из опыта партизанских рейдов на Украине и в Белоруссии, принял решение создать рейдовые партизанские соединения.
В октябре 1942 года при Украинском штабе партизанского движения (УШПД) был создан Молдавский отдел партизанского движения, который возглавил Г. А. Граков.
В конце 1942 года в Каменке была создана подпольная типография, начавшая выпуск листовок.

## 1943 год
Дорогие братья и сёстры молдаване, томящиеся в румыно-германском плену!

Дорогие товарищи партизаны и партизанки земли нашей молдавской!

Вот уже 20 месяцев не стихает стон наших братьев, сестёр, порабощённых немецко-румынскими захватчиками. Но недолго осталось лютовать подлым врагам в наших городах и сёлах. Час жестокой расплаты близок. Дело немцев и их румынских сообщников безнадёжно проиграно.

Красная Армия ведёт успешное наступление. […]

Весь молдавский народ радуется победам Красной Армии. Близится час полного изгнания немецко-румынских оккупантов со всей захваченной ими советской территории. Но чтобы ускорить разгром гитлеровских полчищ и освободить захваченные ими земли — святой долг каждого из нас всемерно помогать Красной Армии в её героической борьбе.
В марте 1943 года ЦК КП(б)М отправил через линию фронта три организаторские группы и трёх уполномоченных, перед которыми была поставлена задача активизировать партизанское движение в Молдавии. В это же время была начата подготовка ещё девяти организаторских групп.
Весной – летом 1943 года на территории Украины и Белоруссии были сформированы пять рейдирующих отрядов молдавских советских партизан, которые в дальнейшем были преобразованы в два партизанских соединения: 1-е Молдавское партизанское соединение и 2-е Молдавское партизанское соединение
- 12 мая 1943 года было принято решение о создании 1-го Молдавского партизанского соединения, формирование было завершено в июне 1943 года в Полесской области.
- 30 августа было создано 2-е Молдавское партизанское соединение. С этим соединением, действовавшим на территории Житомирской области, установили связь подпольщики Григориополя.

14 октября 1943 с самолёта Ли-2 с парашютами в районе селения Новые Гояны была сброшена разведгруппа из двух человек (капитан РККА Ф. И. Ильницкий и радистка А. Д. Федорова с радиостанцией «Север-бис»), которые при содействии и помощи местных жителей (Марии Пугач из селения Новые Гояны, а также жителей железнодорожной станции Койково Д. Т. и Л. А. Перепелицы) действовали до 30 апреля 1944 года, когда были арестованы в селении Чимишлия патрулём румынской полевой жандармерии. После задержания Ф. Ильницкий сумел отнять пистолет у румынского офицера, застрелить его и застрелиться, А. Фёдорова по приговору военно-полевого суда 3-го корпуса румынской армии была 27 июня 1944 года осуждена к смертной казни.
К концу 1943 года в молдавские партизанские соединения входило 14 отрядов (свыше 3 тысяч бойцов).
На территории Молдавии, где не было естественных условий для действий крупных партизанских формирований, действовали подпольные организации и мелкие партизанские отряды. В конце 1943 года на оккупированные территории были заброшены 15 организаторских групп, большинству из которых удалось установить связь с населением и вырасти в крупные отряды.

## 1944 год
Молдавский отдел УШПД принял меры к перебазированию молдавских партизанских соединений, действовавших на Украине, на территорию Молдавии зимой 1943—1944 годов из 1-го соединения туда вышли разведгруппы. В начале 1944 года сюда была направлена конная группа под командованием полковника Я.А. Мухина. В период 1200-км рейда по тылам врага группа выросла в партизанский отряд «Советская Молдавия» (105 бойцов).
В январе — марте 1944 года в Молдавии действовало 18 партизанских отрядов и более 23 партизанских групп (свыше 900 человек). В марте 1944 года в Молдавию были перебазированы отряды украинских партизан под командованием М.М. Струкачёва и М.Г. Тугушева.
5 марта 1944 года войска 2-го Украинского фронта перешли в наступление. При приближении линии фронта, партизаны оказывали помощь советским войскам, проводя разведку в интересах наступающих частей, выступая проводниками, нанося удары по коммуникациям немецко-румынских войск, оказывали помощь захвате плацдармов при форсировании советскими войсками Днестра, а также вели бои за освобождение населённых пунктов во взаимодействии с советскими войсками.
- так, в марте 1944 года отряд «Советская Молдавия» под командованием Я.А. Мухина в течение двух дней вёл бои с превосходящими силами противника в районе северо-западнее Рыбницы, обеспечив переправу через Днестр подразделений 5-й гвардейской воздушно-десантной дивизии[12].
- также, в марте 1944 года партизанский отряд под командованием М.Г. Тугушева захватил у местечка Атаки плацдарм на западном берегу Днестра и оказал помощь в форсировании реки одному из соединений 40-й армии.
- 20 марта 1944 г. 120 партизан рейдового отряда «Советская Молдавия» под командованием Я.А. Мухина с боем заняли районный центр Каменку и захватили находившиеся здесь склады противника. В дальнейшем, совместно с танковыми подразделениями партизаны отряда заняли ещё несколько сёл[13].
- 26 марта 1944 года партизаны рейдового отряда «Советская Молдавия» под командованием Я.А. Мухина обеспечили переправу советских войск через реку Днестр у села Строинцы, а затем в течение несколько дней отбивали контратаки превосходящих сил противника[13].
- 6 апреля 1944 года партизаны рейдового отряда «Советская Молдавия» под командованием Я.А. Мухина совместно с советскими военнослужащими участвовали в освобождении города Оргеев[13].

К концу марта 1944 года войска 2-го Украинского фронта вышли на линию Рэдэуци - Пашкани - Оргеев - Дубоссары и в дальнейшем перешли к обороне.
В конце апреля 1944 года, после освобождения левобережных районов республики, туда из Киева был передислоцирован Молдавский отдел УШПД. В короткий срок отдел подготовил и перебросил в тыл врага 6 небольших партизанских отрядов (свыше 130 человек).
К лету 1944 в юго-западных районах Молдавии действовало свыше 20 партизанских отрядов и групп, общая численность партизан составляла свыше 1200 человек (не считая партизанских резервов – невооружённых участников сопротивления).
Летом 1944 года партизанское движение развивалось непосредственно в прифронтовой полосе в тесном взаимодействии с Красной Армией. В период подготовки Ясско-Кишинёвской наступательной операции, молдавские советские партизаны вели разведку оборонительных рубежей и сил противника, нарушали коммуникации в междуречье между Днестром и Прутом, отвлекали, беспокоили и держали в напряжении воинские части и подразделения. В целом, в июле-августе 1944 года отряды И.Е. Нужина, И.В. Анисимова и других партизанских командиров пустили под откос 8 эшелонов с живой силой и грузами, взорвали 1 мост, сожгли 1 склад с боеприпасами, уничтожили свыше 2 тыс. военнослужащих и полицейских, свыше 100 автомашин и 73 повозки, на установленных партизанами минах подорвались 1 танкетка и 2 бронетранспортёра.
В период с 1 июня по 2 июля 1944 года Украинский штаб партизанского движения при содействии командования 2-го Украинского фронта и 3-го Украинского фронта перебросил на территорию Молдавии 7 организаторских групп (численностью от 7 до 11 человек каждая), которые впоследствии выросли до партизанских отрядов численностью по 40-45 человек.
В дальнейшем, организаторская группа А. И. Костелова пополнилась местными жителями и стала основой партизанского отряда "За честь Родины" (командир А. И. Костелов), а на основе организаторской группы В. П. Александрова возник партизанский отряд имени Кутузова (командир В. П. Александров, комиссар В. В. Можжухин). Существенную помощь отрядам "За честь Родины" и имени Кутузова оказали лесник урочища Бабеняшты А. И. Маник и члены его семьи, которые снабжали партизан информацией, продуктами, обеспечили разгром автоколонны и захват в плен 8 немецких и румынских солдат.
12 июля 1944 года командующий 6-й немецкой армией отдал приказ усилить борьбу с партизанами: весь оперативный район тыла 6-й армии был разделён на участки, в каждом из которых был сформирован штаб и «истребительные команды» для борьбы с партизанами и парашютистами
27 августа 1944 года территория Молдавской ССР была полностью освобождена от немецко-румынских оккупантов.

## Результаты деятельности
За период с 1941 по 1944 годы партизанами и подпольщиками было выведено из строя 27 тыс. оккупантов и их пособников, организовано крушение 309 воинских эшелонов, сбито и уничтожено на земле 20 самолётов, уничтожено 133 танка и бронемашины, 60 артиллерийских орудий, 493 автомашины, взорвано 62 железнодорожных моста; кроме того, ими были уничтожены несколько воинских складов и ряд иных объектов.
Кроме того, советские партизаны и подпольщики, действовавшие на территории Молдавской ССР, неоднократно повреждали линии связи, однако точных данных о общей протяжённости повреждённых и выведенных из строя линий связи на территории Молдавской ССР не имеется.
Также, как отмечали в докладах оккупационные власти, подпольщики систематически уничтожали приказы, обращения, распоряжения, объявления и агитационные плакаты оккупационных властей.
Партизаны и подпольщики Молдавии выпускали и распространяли среди населения листовки и сводки Совинформбюро: в 1943 году Казенская подпольная организация выпустила до 5000 листовок; в 1944 году партизанский отряд им. Фрунзе выпустил ещё 300 листовок. 2-е Молдавское партизанское соединение за весь период деятельности выпустило 62 тыс. листовок.
Партизаны и подпольщики препятствовали вывозу оборудования, материальных ценностей и населения из Молдавии в Германию и Румынию. В результате деятельности партизан в июле - июне 1944 года, были спасены от угона в Германию и Румынию свыше 40 тыс. жителей Молдавии.
За участие в антифашистской борьбе в подполье и партизанских отрядах на территории Молдавии советскими правительственными наградами были награждены многие партизаны и подпольщики, два человека – В.И. Тимощук и Н.М. Фролов - стали Героями Советского Союза.

## Деятельность
Основными формами деятельности подпольных организаций было ведение агитации, участие в разведывательной деятельности, саботаж и организация диверсий. Партизанские отряды совершали диверсии и вооружённые нападения на противника.

### Боевые операции, диверсии и саботаж
- одна из первых побед имела место в первые дни оккупации в районе селения Беляевка - партизаны атаковали крупное подразделение противника, в бою были уничтожены 130 солдат, выведены из строя два зенитных орудия и захвачен 1 пулемёт[4].
- 15 июля 1941 года в городе Оргеев подпольщики бросили бомбу в автомашину с немецкими солдатами. В результате, была уничтожена автомашина, убиты 3 и ранены ещё 2 немецких солдата[26]
- в городе Бельцы 12, 15 и 19 июля 1941 года были совершены нападения на немецкие войска, а 30 и 31 июля 1941 года неизвестные обстреляли охрану военной мастерской[4].
- в конце августа 1941 года на дороге недалеко от города Бендеры атакована войсковая колонна[4]
- 8 сентября 1941 года у села Кранушены был уничтожен патруль жандармерии[4]
- в отчёте управления полиции по городу Кишинёв упомянуто, что 18 и 26 сентября 1941 в Боюканах (пригород Кишинёва) неизвестные дважды обстреляли охрану казарм[4]
- 6 октября 1941 года на железнодорожной станции Симотены подпольщик И. Рэнляну, устроившийся работать стрелочником, устроил столкновение двух воинских эшелонов и успешно скрылся с места диверсии. В результате столкновения, были уничтожены 6 вагонов с грузами, убиты 5 и ранены 8 немецких солдат[26]
- 20 февраля 1942 года на станции Бендеры был подожжён склад горючего, сгорели 17 полных и 13 неполных цистерн с бензином[26]. Позднее, 27 февраля 1942 года на этой же станции был сожжён вагон со смазочным маслом для 4-й румынской армии[4], а на следующий день - эшелон, груженный бочками с бензином.
- в первой декаде августа 1942 года в результате диверсии было организовано столкновение эшелонов на перегоне между станциями Этулия и Унгены[26]
- 26 августа 1942 года был сожжён 12-метровый деревянный железнодорожный мост на перегоне между станциями Этулия и Вулканешты[26]
- в марте 1943 года на станции Бендеры партизаны сожгли эшелон с бензином[26]
- 12 мая 1943 года в Тирасполе подпольщики сожгли склад с продовольствием[26]
- во второй половине 1943 года партизаны совершили три налёта на охрану мостов через реку Днестр, а также взорвали Рыбнинский железнодорожный мост через Днестр[26].
- в апреле 1944 года комсомольская партизанская группа взорвала мост через реку Прут[26]

## Память, отражение в культуре и искусстве
- «Помните нас, ребята» (СССР, 1971) - документальный фильм киностудии "Молдова-филм" о деятельности подпольной организации в Кагуле[27]
- В ироничном ключе названа улица Красных Молдавских Партизан в сериале "Осторожно, модерн - 2".